# Parábola del amo y el siervo

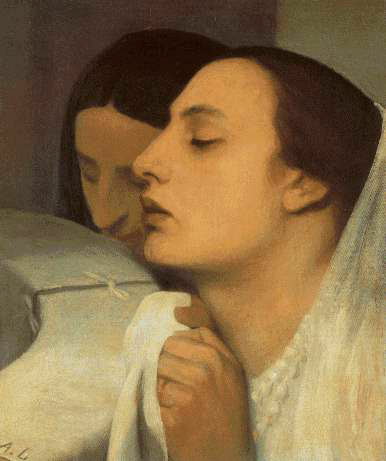
La oración de Acción de Gracias después de la Comunión de Tomás de Aquino incluye una frase similar al último verso de esta parábola:
Gracias de doy, Señor Santo, Padre todopoderoso, Dios eterno, porque a mí, pecador, indigno siervo tuyo, sin mérito alguno de mi parte, sino por pura concesión de tu misericordia, te has dignado alimentarme con el precioso Cuerpo y Sangre de tu Unigénito Hijo mi Señor Jesucristo
(Pintado por Alphonse Legros)

La Parábola del amo y el siervo es una parábola contada por Jesús en el Nuevo Testamento, que se encuentra sólo en el Evangelio de Lucas (NVI). La parábola enseña que cuando alguien "ha hecho lo que Dios espera, sólo está cumpliendo con su deber".

## Texto bíblico
Según  san Lucas:

»Si uno de vosotros tiene un siervo en la labranza o con el ganado y regresa del campo, ¿acaso le dice: «Entra enseguida y siéntate a la mesa?» Por el contrario, ¿no le dirá más bien: «Prepárame la cena y disponte a servirme mientras como y bebo, que después comerás y beberás tú?» ¿Es que tiene que agradecerle al siervo el que haya hecho lo que se le había mandado? Pues igual vosotros, cuando hayáis hecho todo lo que se os ha mandado, decid: «Somos unos siervos inútiles; no hemos hecho más que lo que teníamos que hacer».

## Interpretación de la Iglesia católica
Esta parábola sugiere que "incluso los mejores siervos de Dios siguen siendo indignos porque sólo han cumplido con su deber y nada más". Nadie, "por muy virtuoso o trabajador que sea, puede poner a Dios en deuda".
Jesús no aprueba este trato abusivo del amo. Lo que hace es aprovechar una realidad cotidiana en aquellos tiempos y enseña cual debe ser la postura de la criatura con su Creador. Desde el nacimienta hasta la bienaventuranza eterna, todo viene dado por Dios como un gran regalo por lo que el hombre siempre estará en deuda con Dios por más servicios que haga porque no pasarán de ser una pobre correspondencia a todos los inmensos recibidos. El orgullo ante Dios no tiene ningún sentido en las criaturas.